# Rio Yeltes
O Yeltes é um rio da província de Salamanca, Castela e Leão, Espanha. Nasce em El Cabaco, passa por Alba de Yeltes, Aldehuela de Yeltes, Castraz de Yeltes, Villavieja de Yeltes, Villares de Yeltes e desagua no rio Huebra, em Yecla de Yeltes.